# Diecezja União da Vitória
Diecezja União da Vitória (łac. Dioecesis Unionensis a Victoria) – diecezja Kościoła rzymskokatolickiego w Brazylii. Należy do metropolii Kurytyba, wchodzi w skład regionu kościelnego Sul 2. Została erygowana przez papieża Pawła VI bullą Qui divino consilio w dniu 3 grudnia 1976. 